# Il vento (Tiziano Ferro)
Il vento è un singolo del cantautore italiano Tiziano Ferro, pubblicato il 9 ottobre 2015 come quarto estratto dalla prima raccolta TZN - The Best of Tiziano Ferro.

## Descrizione
Composto da Tiziano Ferro, a differenza dei tre singoli precedentemente estratti dalla raccolta, scritti appositamente nel corso del 2014 per la pubblicazione, Il vento è stato composto nel 2000 per una possibile inclusione nell'album di debutto di Ferro, Rosso relativo, venendo tuttavia scartato.

## Video musicale
Il videoclip è stato diretto da Gaetano Morbioli e girato a Milano, in parte in Piazza Gae Aulenti. Pubblicato il 16 ottobre 2015 sul canale YouTube del profilo Vevo dell'artista, il videoclip ha come protagonista la danza hip hop che ritrae lo stesso Ferro ballare una coreografia rap insieme ad un gruppo di ballerini che lo segue per le strade.

## Classifiche
| Classifica (2015) | Posizione massima |
| ----------------- | ----------------- |
| Italia            | 76                |